# آنا کارنینا (فیلم ۱۹۸۵)
آنا کارنینا (انگلیسی: Anna Karenina) فیلمی است که در سال ۱۹۸۵ منتشر شد. از بازیگران آن می‌توان به ژاکلین بیسه، کریستوفر ریو، جودی کمبل و پل اسکوفیلد اشاره کرد.